# جورج دالي
جورج دالي (بالإنجليزية: George Daly)‏ هو لاعب كرة قدم بريطاني، ولد في 25 أكتوبر 1990 في وستمنستر في المملكة المتحدة. لعب مع ويكمب وندررز ونادي ويلدستون لكرة القدم.

## وصلات خارجية
- جورج دالي على موقع قاعدة بيانات كرة القدم.إي يو (الإنجليزية)
- جورج دالي على موقع Soccerbase.com (لاعب) (الإنجليزية)
- جورج دالي على موقع Soccerway.com (الإنجليزية)